# Tizi N'Bechar
Tizi N'Bechar (em árabe: تيزى نبشار) é uma comuna localizada na província de Sétif, Argélia. Sua população estimada em 2008 era de 21 086 habitantes.